# Microvalgus javanicus
Microvalgus javanicus är en skalbaggsart som beskrevs av Franz Antoine 1993. Microvalgus javanicus ingår i släktet Microvalgus och familjen Cetoniidae. Inga underarter finns listade i Catalogue of Life.